# Theodor Leber
Theodor Carl Gustav von Leber, född 29 februari 1840 i Karlsruhe, död 17 april 1917, var en tysk oftalmolog, farbror till Alfred Leber.
Leber blev professor i oftalmologi i Göttingen 1871 och i Heidelberg 1890. Från 1871 var han en av utgivarna av "Archiv für Ophtalmologie".
Leber har bland annat gett namn åt Lebers kongenitala amauros, vilket är en grupp ärftliga näthinnesjukdomar som leder till medfödd synnedsättning eller blindhet.